# Janusz Rabski
Janusz Rabski (ur. 1 marca 1900 w Warszawie, zm. 27 lutego 1941 w Otwocku) – adwokat, polityk, działacz akademicki, powieściopisarz, członek Związku Ludowo-Narodowego, Obozu Wielkiej Polski i Stronnictwa Narodowego.

## Życiorys
Urodził się 1 marca 1900 w Warszawie, w rodzinie Witolda i Stanisławy z Klimków. Ukończył Szkołę Handlową Zgromadzenia Kupców miasta stołecznego Warszawy (1918) oraz Wydział Prawa Uniwersytetu Warszawskiego (1926). Zajmował cały szereg funkcji w życiu młodzieży akademickiej, a następnie w adwokaturze polskiej. W latach 1918–1920 był ochotnikiem Wojska Polskiego. W okresie akcji plebiscytowej na Górnym Śląsku został przewodniczącym Akademickiego Komitetu dla Górnego Śląska w Warszawie. Był uczestnikiem I. Konferencji Żydoznawczej zorganizowanej przez Towarzystwo „Rozwój” w dniach 4–8 grudnia 1921 roku. W 1921 należał do założycieli korporacji akademickiej „Patria”, której został pierwszym prezesem, a następnie w 1931 pierwszym prezesem koła jej filistrów.
Janusz Rabski należał do Rady Naczelnej organizacji Związku Akademickiego Młodzież Wszechpolska. Został prezesem MW w latach 1925–1928, co świadczyło o uznaniu dla jego pracy. Jego zastępcami byli w tym czasie Jan Mosdorf i Stefan Wyrzykowski (1898–1958). W 1926 otrzymał dyplom magistra praw, a w 1931 został wpisany na listę adwokatów. Ożenił się 21 kwietnia 1928 z Janiną Marią z Zadziełło-Zielińskich.
Należąc do Obozu Wielkiej Polski przemawiał na wiecach i zebraniach Ruchu Młodych OWP. W latach 1928–1932 pełnił funkcje sekretarza Stronnictwa Narodowego. Autor kilku broszur, napisał też powieść Alma Mater, wydaną przez Księgarnię św. Wojciecha w Poznaniu w 1935. Treść jej oparł na własnych przeżyciach i obserwacji życia studenckiego.
W latach 1930–1933 Janusz Rabski leczył się w Szwajcarii na gruźlicę kości. Od 1935 wchodził w skład Rady Naczelnej SN. Był znanym działaczem narodowym na terenie Warszawy. 18 maja 1937 w Resursie Obywatelskiej w Warszawie wziął udział w komersie Arkonii. Spotkali się tam Edward Rydz-Śmigły i inni wyżsi rangą oficerowie z korporantami. Za udział w wyżej wymienionym komersie władze SN pozbawiły Rabskiego pełnionych funkcji oraz zawiesiły w prawach członka SN, które mu jednak wkrótce przywrócono. Po śmierci Dmowskiego przemawiał na nadzwyczajnych zebraniach kół SN stolicy. W liście kondolencyjnym do Komitetu Głównego SN pisał: W najgłębszym bólu łączę się z Wami, Szanowni Koledzy u trumny śp. Romana Dmowskiego, naszego drogiego, Wielkiego Nauczyciela. My wszyscy z Niego.
W czasie okupacji, przed Świętami Wielkanocnymi 1940, został aresztowany przez Niemców i osadzony w więzieniu na Pawiaku, gdzie ciężko zachorował. Po sześciu tygodniach został zwolniony z więzienia. Zakończył życie 27 lutego 1941 w Otwocku. Pochowany w Warszawie na cmentarzu Powązkowskim (kwatera 299 b-5-29).